# Дуров, Лев Константинович
Лев Константи́нович Ду́ров (23 декабря 1931, Москва — 20 августа 2015, Москва) — советский и российский актёр театра и кино, сценарист, театральный режиссёр, педагог, публицист; народный артист СССР (1990).

## Биография
Родился 23 декабря 1931 года в Москве, в Лефортове. Происходит из знаменитой династии российских цирковых артистов — дрессировщиков и клоунов Дуровых, хотя непосредственно его родители к цирку отношения не имели.
В школьные годы занимался в драматической студии при Дворце пионеров Бауманского района, где его педагогом был С. В. Серпинский. В 1941—1943 годах жил в эвакуации в Оренбурге, о чём напоминает установленная в 2020 году мемориальная доска. После окончания средней школы поступил в Школу-студию им. В. И. Немировича-Данченко при МХАТ СССР им. М. Горького на курс Г. А. Герасимова и С. К. Блинникова. Среди преподавателей были старые мхатовцы: В. О. Топорков, П. В. Масальский, А. М. Карев, И. М. Раевский. Был одним из любимых учеников С. К. Блинникова.
В 1954 году после окончания Школы-студии МХАТ директор Центрального детского театра (ныне Российский академический молодёжный театр) К. Я. Шах-Азизов пригласил его в свою труппу. Он согласился и в сентябре пришёл на первый в своей жизни сбор труппы, где встретился с А. В. Эфросом, с которым в дальнейшем не расставался почти 30 лет. В Центральном детском театре проработал около 10 лет. Когда А. В. Эфрос перешёл в Театр им. Ленинского комсомола, он взял с собой нескольких актёров, в том числе и Л. Дурова. В 1963—1967 годах выступал на сцене Театра им. Ленинского комсомола, когда же в 1967 году А. В. Эфрос был отстранён от руководства театром и переведён в качестве очередного режиссёра в Театр на Малой Бронной, ему разрешили взять с собой 10 артистов, и Дуров ушёл вместе с ним. Этому театру, в котором после окончания в 1978 году Высших режиссёрских курсов при ГИТИСе Л. Дуров успешно сочетал актёрскую работу с режиссёрской, он оставался верен до последнего дня. В 2003—2006 годах был главным режиссёром Театра на Малой Бронной.

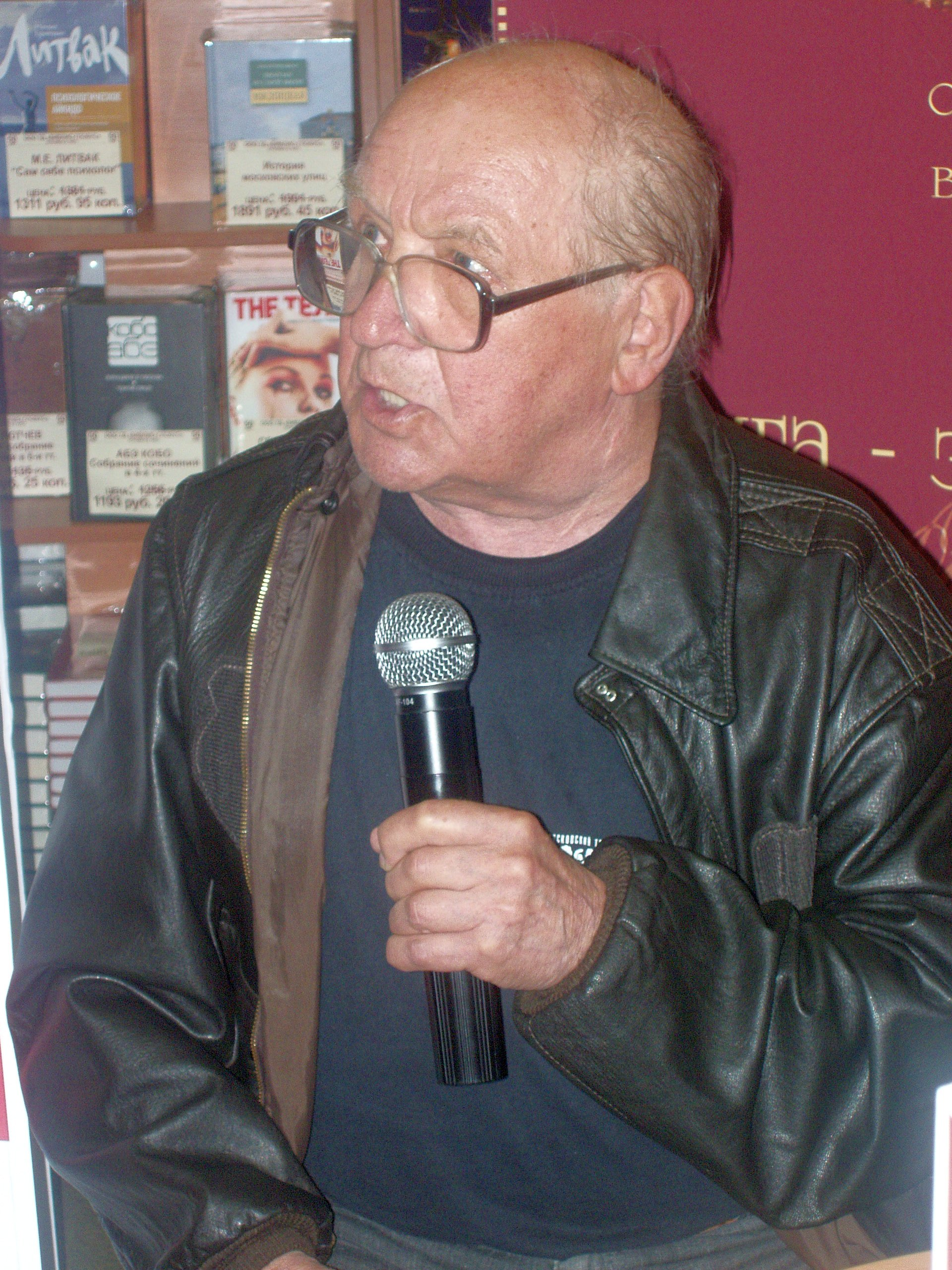
Лев Дуров на презентации книги «Байки на бис», август 2008

Играл и в других театрах. До последних дней параллельно с работой в своём театре участвовал в спектаклях Театра «Школы современной пьесы» у режиссёра И. Л. Райхельгауза.
В кино начал сниматься в 1954 году, в основном, в эпизодах и сыграл за свою жизнь более 290 ролей. Много работал на телевидении, в том числе участвовал в съёмках телепередачи «Маркиза».
В 1996 году как художественный руководитель выпустил курс студентов в Школе-студии МХАТ.
В 1999 году вышла книга актёра «Грешные записки», в 2008 ещё две книги: «Байки из Закулисья» и «Байки на бис» (в серии «Актёрская книга»).

### Смерть
Скончался в ночь на 20 августа 2015 года в реанимации Первой городской больницы Москвы после тяжёлой, продолжительной болезни на 84-м году жизни. 24 августа, после церемонии прощания в Театре на Малой Бронной, похоронен на Новодевичьем кладбище (уч. № 5, р. 32, м. 10). 25 августа 2017 года на могиле артиста установлен памятник.

### Взгляды
По собственным словам, принципиально не был членом КПСС, характеризовал советскую идеологию как «иллюзорную, фальшивую, но очень сильную», а И. Сталина — как «самого страшного человека на свете». Критически отзывался о Б. Ельцине.
Выступал с осуждением войн в Афганистане, Чечне, Грузии, подписывал открытые письма в защиту телеканала НТВ в 2001 и издательства «Эксмо» в 2003 году.

## Семья
- Отец — Константин Владимирович Дуров (1895—1973), работал начальником АХО «Союзвзрывпром»
- Мать — Валентина Игнатьевна Дурова (1903—1973), работала научным сотрудником Центрального Государственного Военного исторического архива МВД СССР[20]
- Сёстры — Людмила (была замужем за журналистом И. В. Дубровицким), Светлана
- Супруга — Ирина Николаевна Кириченко (1931—2011), актриса
- Дочь — Екатерина Львовна Дурова (1959—2019), актриса, заслуженная артистка России (2005)
- Внуки — Екатерина (род. 1979) и Иван (род. 1986)
- Дядя — Пров Михайлович Садовский (младший) (1874—1947), российский советский актёр, театральный режиссёр, народный артист СССР (1937)[21]
- Тётка — Анна Владимировна Дурова-Садовская (1900—1978), супруга Прова Михайловича Садовского[22]

## Награды и звания

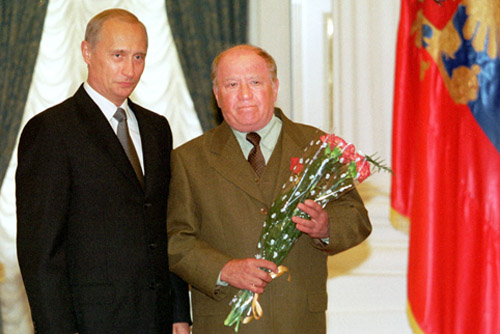
Лев Дуров с Владимиром Путиным, май 2002 года

- Заслуженный артист РСФСР (9 августа 1974)
- Народный артист РСФСР (4 августа 1982)
- Народный артист СССР (28 февраля 1990)
- Заслуженный артист Автономной Республики Крым (7 сентября 2009) — за многолетний добросовестный труд, высокий профессионализм, развитие международных культурных связей и в связи с 10-летием со дня основания Международного телекинофорума «Вместе»[23]
- Орден «За заслуги перед Отечеством» III степени (13 декабря 2011) — за большой вклад в развитие отечественного театрального и кинематографического искусства, многолетнюю творческую деятельность[24]
- Орден «За заслуги перед Отечеством» IV степени (14 января 2002) — за многолетнюю плодотворную деятельность в области культуры и искусства, большой вклад в укрепление дружбы и сотрудничества между народами[25]
- Орден Дружбы (9 марта 1996) — за заслуги перед государством, многолетнюю плодотворную деятельность в области культуры и искусства[26]
- Медаль «Защитнику свободной России» (18 августа 1993) — за исполнение гражданского долга при защите демократии и конституционного строя 19 — 21 августа 1991 года[27]
- Медаль «В память 850-летия Москвы»
- Медаль «Ветеран труда»
- Почётная грамота Правительства Москвы (10 марта 2006) — за большие творческие достижения в развитии театрального искусства и в связи с 60-летием со дня основания Московского драматического театра на Малой Бронной[28]
- Золотой Орден «Меценат» (Международный Благотворительный Фонд «Меценаты Столетия»)
- Золотой Орден «Служение Искусству»[29]
- Двукратный лауреат Московского международного кинофестиваля за участие в кинофильме «Луной был полон сад» (2000)
- Приз за лучшую главную мужскую роль в фильме «Луной был полон сад» (2000, КФ «Созвездие»)
- Премия «Пегас» за участие в кинофильме «Не послать ли нам гонца?»
- Театральная премия «Хрустальная Турандот» в номинации «За честь и достоинство» (2006)
- Почётный знак «С благодарностью, Барнаул» (2012)[30]
- Действительный член Российской академии естественных наук (1996)
- Академик Национальной академии кинематографических искусств и наук России[31]
- Академик Российской академии кинематографических искусств «Ника».

## Творчество

### Роли в театре

#### Дипломные спектакли Школы-студии при МХАТе (1954)
- «Так и будет» К. Симонова — Вася Каретников
- «Иван Груздев» А. Цессарского — Степан
- «Егор Булычов и другие» М. Горького — трубач

#### Центральный детский театр(1954—1963)
- 1954 — «В добрый час!» В. Розова; постановка А. Эфроса — Афанасий Кабанов
- 1955 — «Приключения Чиполлино» по одноимённой сказке Дж. Родари, инсценировка С. Богомазова, З. Потаповой; постановка М. Генке, Н. Шифрина — Чеснок, тюремщик
- 1955 — «Мы втроём поехали на целину» Н. Погодина; постановка А. Эфроса и М. Кнебель — мальчишка
- 1956 — «Судьба барабанщика» по А. Гайдару; постановка А. А. Некрасова — Юрка Ковякин
- 1956 — «Двадцать лет спустя» М. Светлова; постановка Б. Бибикова, О. Пыжовой — Сашка
- 1956 — «Сказка о сказках» (индонезийская сказка «Орех и верёвка») А. Зака, И. Кузнецова; постановка А. Эфроса — Депо
- 1957 — «Борис Годунов» А. Пушкина; постановка А. Эфроса — царевич Фёдор
- 1957 — «Сказка» М. Светлова; постановка В. Заливина и С. Соколова — Виктор
- 1957 — «Я тебя найду» Е. Успенской и Л. Ошанина; постановка В. Колесаева и З. Сажина — Гриша Ремешков
- 1957 — «В поисках радости» В. Розова; постановка А. В. Эфроса — Геннадий Лапшин
- 1958 — «Ноль по поведению» В. Стоенеску, О. Сава — Нику Думитран
- 1958 — «Волшебный цветок» Жэнь Дэ-Яо — Репей
- 1958 — «Торпедный катер 230» Ю. Гутина — матрос Лопаткин
- 1959 — «Золотое сердце» В. Коростылёва — подземный огонь
- 1959 — «Золотой ключик» А. Толстого — пудель Артемон
- 1959 — «На улице Уитмена» Мэксин Вуд[англ.] — Оуэн
- 1960 — «Неравный бой» В. Розова — Никита
- 1960 — «Рамаяна» (по древнеиндийскому эпосу) Н. Гусевой — один из сугривов
- 1961 — «Приключения Кроша» по А. Рыбакову — Вадим
- 1962 — «Пристань „Кувшинка“» Г. Карпенко — Алексей Левашов
- 1962 — «Цветик-семицветик» по В. Катаеву — говорящая тучка
- 1963 — «Белеет парус одинокий» по В. Катаеву — Петрушечник
- 1963 — «Женитьба» Н. Гоголя — Степан, слуга Подколёсина

#### Московский театр имени Ленинского комсомола
- 1964 — «104 страницы про любовь» Э. Радзинского — весёлый гражданин
- 1964 — «До свидания, мальчики» Б. Балтера, В. Токарева — дворник
- 1965 — «Снимается кино…» Э. Радзинского — Юра
- 1965 — «Что тот солдат, что этот» Б. Брехта — Гели Гэй
- 1966 — «Мольер» М. Булгакова — Бутон
- 1966 — «Чайка» А. П. Чехова; постановка А. Эфроса — Медведенко
- «Лиса и виноград» Г. Фигерейдо — Эзоп

#### Театр на Малой Бронной
- 1967 — «Три сестры» А. П. Чехова; постановка А. Эфроса — Чебутыкин
- 1968 — «Как закалялась сталь» — Жарков (ввод)
- 1969 — «Как вам это понравится» У. Шекспира; постановка А. Эфроса — Фредерик
- 1969 — «Брат Алёша» А. Арбузова — второй в хоре
- 1970 — «Ромео и Джульетта» У. Шекспира; постановка А. Эфроса — Тибальд
- 1970 — «Трибунал» А. Макаёнка — Терешко
- 1972 — «Брат Алёша» В. Розова по роману Ф. Достоевского «Братья Карамазовы» — Снегирёв
- 1973 — «Дон Жуан» Ж.-Б. Мольера; постановка А. Эфроса — Сганарель
- 1975 — «Снятый и назначенный» Я. Волчека — Владимир Николаевич Пожлаков
- 1975 — «Женитьба» Н. В. Гоголя; постановка А. Эфроса — Жевакин
- 1976 — «Отелло» У. Шекспира; постановка А. Эфроса — Яго
- 1978 — «Занавески» «М. Ворфоломеева» — Кузьма Ковригин
- 1979 — «Дорога» В. Балясного (по мотивам поэмы «Мёртвые души» Н. Гоголя) — Ноздрёв
- 1979 — «Продолжение Дон Жуана» Э. Радзинского — Лепорелло
- 1982 — «Весельчаки» Н. Саймона — Вилли Кларк
- 1984 — «Вы чьё, старичьё?» Б. Васильева — Касьян Глушков
- 1985 — «Оркестр» Ж. Ануя — мсье Лебонз
- 1987 — «Левый мастер» А. Буравского — Роман Карачун
- 1989 — «После бенефиса» (сценическая фантазия по мотивам произведений А. Чехова и спектаклей А. Эфроса)
- 1991 — «Жиды города Питера, или Невесёлые беседы при свечах» А. Стругацкого и Б. Стругацкого — Пинский
- 1995 — «Бесстыжая», «Рыцарь бедный», «Русский свет» С. Женовача (театральная трилогия по роману Ф. Достоевского «Идиот») — генерал Иволгин
- 1998 — «Афинские вечера» П. Гладилина — Борис Олегович (Театральная ассамблея Петра Гладилина)
- 2000 — «Лиса и виноград» Г. Фигерейдо — Эзоп
- 2001 — «Метеор» Ф. Дюрренматта — Швиттер
- 2005 — «Кавалер роз» И. Нестроя — Макс Глюк
- 2007 — «Жениха вызывали, девочки?» по пьесе «Божьи одуванчики» А. Иванова — Борис Матвеевич Кровель, слесарь-сантехник (антреприза)
- 2008 — «Я не Раппопорт» Э. Гарднера — Нат, пенсионер
- «Аккомпаниатор» А. Галина — Изольд
- 2011 — «Буря» У. Шекспира — Просперо, герцог Миланский
- 2014 — «Борис Годунов» — царевич Фёдор
- 2014 — «Буря» У. Шекспира (вторая редакция)

#### Театр «Школа современной пьесы»
- 1993 — «Всё будет хорошо как Вы хотели» С. Злотникова. Триптих для двоих
- 1995 — «Миссис Лев» С. Коковкина — Лев Толстой
- 1997 — «…С приветом, Дон Кихот!» по М. де Сервантесу. Диалоги, опера, балет, клоунада для драматических артистов
- 1999 — «Чайка» А. П. Чехова — Сорин
- 2001 — «Б. Акунин. Чайка» (конец комедии в жанре детектива) — Сорин

#### Московский Новый драматический театр
- 2002 — «Профессионалы победы» А. Гельмана, режиссёр В. Долгачёв — Миндлер

#### Московский театр сатиры
- 2003 — «Вышел ангел из тумана» П. Гладилина — Ангел (Московский академический театр Сатиры)

### Постановки

#### Московский театр имени Ленинского комсомола
- 1965 — «Каждому своё» С. Алёшина (совм. с А. Эфросом)
- «Страх и отчаяние в Третьей империи» Б. Брехта (совм. со С. Штейном)

#### Московский драматический театр на Малой Бронной
- 1970 — «Трибунал» А. Макаёнка (совм. с А. Дунаевым)
- 1975 — «Снятый и назначенный» Я. Волчека (совм. с А. Эфросом)
- 1977 — «Обвинительное заключение» Н. Думбадзе
- 1978 — «Занавески» М. Ворфоломеева
- 1979 — «Жестокие игры» А. Арбузова
- 1981 — «А всё-таки она вертится» А. Хмелика
- 1982 — «Весельчаки» Н. Саймона
- 1983 — «Золушка» Е. Шварца
- 1984 — «Концерт по заявкам» Л. Корсунского
- 1985 — «Оркестр» Ж. Ануя
- 1987 — «Левый мастер» А. Буравского
- 1988 — «Ксантиппа и этот, как его…» С. Алёшина
- 1989 — «После бенефиса» (сценическая фантазия по мотивам произведений А. Чехова и спектаклей А. Эфроса)
- 1991 — «Жиды города Питера, или Невесёлые беседы при свечах» А. и Б. Стругацких
- 1992 — «Лес» А. Островского
- 1994 — «Полонез Огинского» Н. Коляды
- 1996 — «Дорога в Нью-Йорк» Л. Малюгина (по киносценарию Р. Рискина «Ночной автобус»)
- 1997 — «Страсти по Торчалову» Н. Воронова
- 2000 — «Лиса и виноград» Г. Фигерейдо
- 2003 — «Дети?!» С. Найдёнова
- 2004 — «Приглашение в партер» В. Жеребцова
- 2008 — «Я не Раппопорт» Э. Гарднера
- 2011 — «Буря» У. Шекспира (совм. с И. Древалёвым)

#### Режиссёр (всё в постановке А. Эфроса)
- 1964 — «Они и мы» Н. Долининой (совм. с З. Сажиным)
- 1964 — «В день свадьбы» В. Розова
- 1965 — «Снимается кино…» Э. Радзинского
- 1966 — «Мольер» М. Булгакова
- 1967 — «Три сестры» А. Чехова
- 1968 — «Платон Кречет» А. Корнейчука
- 1970 — «Ромео и Джульетта» У. Шекспира

#### Ассистент режиссёра (все в постановке А. Эфроса,Центральный детский театр)
- 1959 — «Друг мой, Колька!» А. Хмелика
- 1960 — «Бывшие мальчики» Н. Ивантер
- 1962 — «Цветик-семицветик» по В. Катаеву
- 1962 — «Перед ужином» В. Розова

### Фильмография
- 1955 — Доброе утро — Яша Козырев
- 1955 — Гость с Кубани — Михаил Самохин
- 1956 — Песня табунщика — Козлов
- 1958 — Ваня — Саша
- 1958 — Дело «пёстрых» — комсорг на заводе
- 1959 — Тоже люди (короткометражный) — Залетаев, молодой солдат
- 1961 — Високосный год — «Малютка»
- 1961 — Девять дней одного года — сотрудник первого отдела
- 1962 — Двое в степи — Синяев
- 1963 — Город — одна улица — курортник
- 1963 — Я шагаю по Москве — милиционер в отделении
- 1964 — Ко мне, Мухтар! — «Рыба», рецидивист
- 1964 — Пядь земли — сержант
- 1964 — Хоккеисты — пьяный болельщик в ресторане
- 1965 — Время, вперёд! — Кутайсов
- 1965 — Лебедев против Лебедева — пассажир в метро
- 1966 — Иду искать — Алексей Ивашов
- 1966 — На полпути к Луне — Банин
- 1966 — Чёрт с портфелем — Василий Петрович Солдатов, редактор газеты
- 1967 — Морские рассказы (новелла «Скорпион и вата») — Петренко («Скорпион»), таможенник
- 1967 — И эти губы, и глаза зелёные… (короткометражка) — Артур
- 1967 — Житие и вознесение Юрася Братчика — Юрась Братчик, школяр-бродяга, преображённый в Христа
- 1968 — Жажда над ручьём — начальник партии
- 1968 — Первая девушка — белогвардеец-антоновец
- 1969 — На пути к Ленину — Кузьма Сухарин, комиссар второй балтийской бригады
- 1969 — Про Клаву Иванову — прапорщик
- 1970 — Город первой любви (новелла «Царицын — 1919 год») — комиссар
- 1970 — Севастополь — Маркуша, зауряд-прапорщик
- 1970 — Случай с Полыниным — Кларк
- 1970 — Спокойный день в конце войны — немец
- 1971 — Бумбараш — мельник
- 1971 — Вся королевская рать — «Рафинад», шофёр и телохранитель Старка
- 1971 — Егор Булычов и другие — Гаврила, трубач
- 1971 — Ехали в трамвае Ильф и Петров — Гусев-Лебедев, психиатр / пассажир
- 1971 — Путина — заведующий ЗАГСом
- 1971 — Старики-разбойники — шофёр инкассаторской машины
- 1972 — Человек на своём месте — Иван Максимович, парторг колхоза
- 1972 — Следствие ведут ЗнаТоКи. Несчастный случай — Афанасий Николаевич Филиппов, старший инспектор ГАИ
- 1972 — Земля, до востребования — Сигизмунд Скарбек
- 1972 — Четвёртый — Вандеккер
- 1973 — Большая перемена — старший сержант милиции
- 1973 — Следствие ведут ЗнаТоКи. Побег — Афанасий Николаевич Филиппов, старший инспектор ГАИ
- 1973 — Калина красная — Сергей Михайлович, официант в ресторане
- 1973 — Москва — Кассиопея — Сергей Сергеевич Филатов, академик
- 1973 — Облака — Лёня
- 1973 — Открытая книга — Пётр Николаевич Власенков, отец Тани
- 1973 — Семнадцать мгновений весны — агент Клаус
- 1973 — Сибирский дед — Константин Филин
- 1974 — Весенние перевёртыши — Никита Богатов, отец Миньки
- 1974 — Георгий Седов — радист
- 1974 — Единственная дорога — Петро
- 1974 — Ксения, любимая жена Фёдора — Сидоров, прораб
- 1974 — Отроки во Вселенной — Сергей Сергеевич Филатов, академик
- 1974 — Последний день зимы — Коротких
- 1974 — Странные взрослые — Пётр Васильевич Рябиков
- 1974 — Сузи, милая Сузи / Suse, liebe Suse (ГДР) — Семён
- 1974 — Хождение по мукам — подполковник Тётькин
- 1975 — Бриллианты для диктатуры пролетариата — Николай Макарович Пожамчи, один из главных оценщиков Гохрана
- 1975 — Доверие — русский агент в поезде
- 1975 — Каштанка — Лука Александрович, столяр
- 1975 — Крестьянский сын — Акинфий Поклонов, деревенский кулак
- 1975 — На ясный огонь — Комаров
- 1975 — Ольга Сергеевна — Ангел
- 1975 — Потрясающий Берендеев — Василий Копылов, контролёр железной дороги, радиолюбитель-«контрразведчик»
- 1975 — Пошехонская старина (новелла «Бессчастная Матрёна») — Фёдор Платонович Стриженый
- 1975 — Такая короткая долгая жизнь — Степан Федюнин, первый муж Насти Овчинниковой (серии 2-3, седьмая серия)
- 1975 — Шаг навстречу (новелла «Мясо по-аргентински») — Георгий Дмитриевич
- 1976 — Город с утра до полуночи — Анатолий Борисович, инженер-судостроитель
- 1976 — Жить по-своему — Федя
- 1976 — …И другие официальные лица — Александр Николаевич Высотин
- 1976 — Туфли с золотыми пряжками — Царь
- 1976 — Цветы для Оли — Петров, конструктор танков
- 1977 — Вооружён и очень опасен — Счастливчик Чарли, подручный Дамфи
- 1977 — Аленький цветочек — купец, отец Арины, Акулины и Алёны
- 1977 — Ветер «Надежды» — пан Шиманский
- 1977 — Нос — частный пристав
- 1977 — По семейным обстоятельствам — дедушка на лестнице
- 1978 — Личное счастье — Вячеслав Иванович Кукоша
- 1978 — Красавец-мужчина — Фёдор Петрович Олешунин
- 1978 — Однокашники — Антон Петрович Шергов, директор завода
- 1978 — Капитанская дочь — «Савельич»
- 1978 — Стратегия риска — Григорий Александрович Вермишев, главный бухгалтер
- 1979 — Д’Артаньян и три мушкетёра — Де Тревиль
- 1979 — Особо опасные… — Потапыч, криминалист-фотограф
- 1979 — Верой и правдой — Машкин
- 1979 — Тут… недалеко (короткометражка) — Рябьев, инспектор ГАИ
- 1981 — Не бойся, я с тобой! — Сан Саныч, друг Теймура и Рустама, циркач, бывший моряк
- 1981 — Школа — штабс-капитан
- 1981 — Прощание — Павел Пинегин
- 1982 — 34-й скорый — Мультя, клоун / Михаил
- 1982 — Колыбельная для брата — отец Кирилла
- 1982 — Этюд для домино с роялем (короткометражный) — музыкант
- 1982 — Красные колокола. Фильм 2. Я видел рождение нового мира — Шрейдер
- 1982 — Не ждали, не гадали! — Роман Иванович Долгоруков
- 1983 — Кое-что из губернской жизни — Чубуков / Козулин
- 1983 — Гори, гори ясно — Мокей Иванович Коломеев
- 1983 — Шёл четвёртый год войны — Савелий Хомутов, староста
- 1983 — Мама Ануш — Мигуля
- 1983 — Сказка странствий — Горгон, похититель
- 1984 — Успех — Павел Афанасьевич Платонов, актёр
- 1984 — Зачем человеку крылья — Василий Лукич Иванов (Вася-«акушер»)
- 1984 — Иванко и царь Поганин — царь Поганин
- 1984 — Пеппи Длинныйчулок — господин Стефенсен, директор цирка
- 1985 — Как стать счастливым — старичок-изобретатель
- 1985 — Рассказ барабанщика — Степан Садовский
- 1985 — Детство Бемби — Савва, сыч
- 1986 — Россия / Russia — Лев Толстой
- 1986 — Год телёнка — председатель колхоза
- 1986 — Юность Бемби — Савва, сыч
- 1986 — Капитан «Пилигрима» — Гулль, капитан шхуны «Пилигрим»
- 1986 — Повод — монах, егерь Шишов
- 1987 — Претендент — Фостер
- 1987 — Человек с бульвара Капуцинов — гробовщик
- 1987 — Джек Восьмёркин — «американец» — Пал Палыч Скороходов, деревенский кулак
- 1988 — Горы дымят — Ахилеску, адвокат
- 1988 — Эсперанса (Мексика-СССР) — профессор Корзухин
- 1988 — Клад — Петрович
- 1989 — Беспредел — майор Маркелов, начальник оперчасти ИТК «Кум»
- 1989 — Разрушитель волн (короткометражка) — отец Сергея
- 1989 — Смиренное кладбище — директор кладбища
- 1989 — Шакалы — отец погибшего солдата Рустама
- 1989 — Село Степанчиково и его обитатели — Опискин Фома Фомич
- 1990 — Динозавры XX века — Кадыров, наркокурьер
- 1990 — Это мы, Господи! — полковник
- 1990 — Луковое поле
- 1991 — Ау! Ограбление поезда — Владимир Иванович
- 1991 — Год хорошего ребёнка — Кирпичиано
- 1991 — Дорога в Парадиз — Бог
- 1991 — Звезда шерифа — Моуди
- 1991 — Любовь — папа Саши
- 1991 — Яр — Демьян
- 1991 — Глухомань — Коленвал
- 1992 — Гардемарины III — генерал Денисов
- 1992 — Алмазы шаха — Железников, следователь
- 1992 — Гангстеры в океане — боцман
- 1992 — Господа артисты — Осип Кузьмич Поченовский
- 1992 — Давайте без фокусов! — Пётр Тарасов, иллюзионист
- 1992 — Детство Никиты — Артём
- 1992 — Семь сорок — Гусев
- 1992 — Тайна виллы — майор милиции Николай Григорьевич Шушпанов
- 1992 — Убийство в Саншайн-Менор — Малахия
- 1992 — Человек из команды «Альфа»
- 1993 — Серые волки — Анастас Иванович Микоян
- 1994 — Цветы провинции — доктор
- 1994 — Мастер и Маргарита — Левий Матвей, сборщик податей, ученик Иешуа
- 1994 — Наваждение
- 1995 — Гераковы
- 1995 — Бульварный роман — Николай Платонович Карабчевский, адвокат
- 1995 — Мещерские — Александр Мещерский, отец Сони
- 1996 — Страницы театральной пародии — антрепренёр
- 1997 — Танго над пропастью — полковник Марк Лукич
- 1997 — Ах, зачем эта ночь…
- 1997 — На заре туманной юности — Кашкин
- 1997 — Не валяй дурака… — дед Степан
- 1997 — Сирота казанская — Павел Андреевич Кавешников, лётчик-космонавт, подполковник в отставке
- 1997 — Графиня де Монсоро — мэтр Бернуйе
- 1998 — Дар божий — Лёвушка
- 1998 — Не послать ли нам… гонца? — Яков
- 1999 — Святой и грешный — Бог
- 1999 — Транзит для дьявола — Юрий Алексеевич Каравайцев (озвучивание — Виктор Рождественский
- 1999 — Мужской характер, или Танго над пропастью 2 — Марк Лукич
- 1999 — Поворот ключа — Можжевелов
- 1999 — Опять надо жить — атеист
- 2000 — Афинские вечера — Борис Олегович
- 2000 — Короли / Koroli (короткометражка) — партизан
- 2000 — Луной был полон сад — Григорий Петрович
- 2001 — Бандитский Петербург. Фильм 3. Крах Антибиотика — Василий Михайлович Кораблёв, киллер
- 2002 — Русские в городе ангелов — старик
- 2002 — За тридевять земель — Игнатьич
- 2003 — Леди Мэр — Максимыч
- 2003 — Москва. Центральный округ — дед Репейникова
- 2003 — Огнеборцы — Евсей Авдеев
- 2003 — Оперативный псевдоним — профессор Брониславский
- 2003 — Покаянная любовь — Данила
- 2004 — Москва смеётся
- 2004 — Полёт аиста над капустным полем — дед Макар
- 2004 — Сармат — дед Платон
- 2004 — Серенада лунной долины / მთვარიანი ველის სერენადა
- 2004 — Весьегонская волчица — председатель
- 2005 — Иллюзия мечты
- 2005 — Оперативный псевдоним-2. Код возвращения — Сергей Фёдорович Брониславский
- 2005 — Последний бой майора Пугачёва — Ярослав Матвеевич
- 2005 — Бриллианты для Джульетты — Юрий Яковлевич
- 2005 — Мошенники — «Ермолка»
- 2005 — Новый русский романс — министр Волков
- 2006 — В ритме танго — Фёдор Багин
- 2006 — Вызов 2 (фильм № 6 «Жертва») — Тин Тиныч
- 2007 — Ангел-хранитель — Антон Захарович Иволгин
- 2007 — В ожидании чуда — судья
- 2007 — Юбилей — Василий Петрович
- 2007 — Неуловимая четвёрка
- 2007 — Старики-полковники — Андрей Андреевич Петров, полковник в отставке
- 2007 — Путейцы (серия № 4 «Капризы Мельпомены») — артист Дуров (камео)
- 2007 — Срочно в номер (фильм № 8 «Крах инженера Ванина») — Ванин
- 2008 — Пуля-дура: Возвращение агента — актёр
- 2008 — Москва улыбается («Репортаж») — старик, дававший интервью
- 2008 — Парадокс — начальник авиаотряда
- 2008 — Синие ночи — Марк Ефимыч, директор лагеря
- 2009 — Русский крест — Епифаний, схимник
- 2009 — Военная разведка. Западный фронт (фильм № 1 «Ягдкоманда») — дед Якуб
- 2009 — Неуд по любви (не был завершён) — дед Шуры
- 2010 — Егорушка — Пётр Ильич Ефимов
- 2010 — Старики (фильм № 4 «Союз нерушимый») — Павел Корольков
- 2011 — Молога. Русская Атлантида — Скляров в старости
- 2012 — Три слова о прощении — барин
- 2013 — Не бойся, я с тобой! 1919 — Сан Саныч, друг Теймура и Рустама
- 2014 — Зависть
- 2014 — Острожский заповедник
- 2015 — Подлец — Аркадий Анатольевич
- 2015 — Другие люди — пожилой покупатель в книжном магазине
- 2016 — Чародеи (не был завершён) —

### Киножурнал «Ералаш»
- 2001 — Выпуск № 145 (сюжет «Домовой»)[32] — Лев Константинович / Кузьмич, домовой
- 2007 — Выпуск № 213 (сюжет «Дорогу молодым!»)[33] — пожилой пассажир трамвая

### Радиоспектакли
- 1965 — Полный поворот кругом (режиссёр Андрей Тарковский) — Мак Джиннис, штурман
- 1978 — Большая докторская сказка (режиссёр Н. Киселева) — Ловичек
- 1984 — Приказано выжить (режиссёр Эмиль Верник) — Лорх

### Телеспектакли
- 1969 — Министры и сыщики — Доктор Ватсон
- 1970 — Борис Годунов. Сцены из трагедии — Варлаам, старец
- 1971 — Что делать? — Павел Константинович Розальский, управляющий домом, отец Веры
- 1972 — Будденброки — Дидерих, лоцман
- 1972 — Лёгкий заработок
- 1973 — В номерах — тапёр
- 1973 — Всего несколько слов в честь господина де Мольера — Жан-Жак Бутон, тушильщик свечей и слуга Мольера
- 1973 — Трибунал — Терешко
- 1974 — Бесприданница — «Робинзон»
- 1975 — Светлые ожидания — папа Коли
- 1976 — Ну, публика! — Крикунов, пассажир 1-го класса
- 1977 — Любовь Яровая — Чир
- 1977 — По страницам «Голубой книги» («Свадебное происшествие») — рассказчик
- 1978 — Вечер воспоминаний — Диомидов, член ревтрибунала
- 1978 — Капитанская дочка — Савельич
- 1978 — Кузен Понс — господин Шмульке
- 1980 — Тайна Эдвина Друда — Дёрдлс, мастер-каменотёс
- 1989 — Село Степанчиково и его обитатели — Фома Опискин
- 2005 — Метеор — Вольфганг Швиттер
- 2007 — Чайка — Пётр Николаевич Сорин
- 2010 — Жениха вызывали, девочки? — Борис Матвеевич Кровель, слесарь-сантехник

### Режиссёр
- 1973 — Трибунал (телеспектакль) (совм. с Н. Бариновой, А. Дунаевым)

### Озвучивание фильмов
- 1966 — Из лучших побуждений — Норман Шилдс / его мать Эмили / его дед Уилфрид (роли Н. Уиздома)
- 1979 — На Западном фронте без перемен
- 1981 — Ожидание — дед Власенко (роль В. Лазарева)
- 1982 — Белый шаман — Ятчоль (Лиса) (роль Е. Жайсанбаева)
- 1983 — Анна Павлова — Энрико Чекетти (роль Г. Димитриу)
- 1986 — Микко из Тампере просит совета — рассказчик
- 1986 — Обвиняется свадьба — читает текст от автора
- 2008 — Золотая рыбка — голос от автора
- 2010 — Цвет жизни. Начало (документальный, короткометражный)

### Озвучивание мультфильмов
- 1975 — Наша няня — Папа (нет в титрах)
- 1975 — Садко богатый — читает текст от автора
- 1976 — Как дед великое равновесие нарушил — читает текст от автора
- 1976 — Сказка дедушки Ай-По — дедушка Ай-По
- 1978 — Лесные сказки
- 1978 — Солнечный зайчик
- 1978 — Трое из Простоквашино — Шарик
- 1979 — Огневушка-поскакушка — старик / золотоискатели / читает текст от автора
- 1979 — Про Ерша Ершовича — Ёрш Ершович
- 1979 — Про щенка — Бобёр
- 1980 — Каникулы в Простоквашино — Шарик
- 1981 — Пёс в сапогах — рыбацкий пёс / гончий
- 1981 — Приключения Васи Куролесова — Рашпиль
- 1982 — Сладкий родник — Кабан
- 1982 — Фитиль № 246: «Доходное место» — взяточник в туалете
- 1984 — А в этой сказке было так… — Кот учёный
- 1984 — Медведь — липовая нога — Заяц
- 1984 — Зима в Простоквашино — Шарик
- 1985 — Мы с Шерлоком Холмсом — бандит Биг
- 1985 — Из дневников Ийона Тихого. Путешествие на Интеропию — Ийон Тихий
- 1986 — Мышонок и красное солнышко — Барсук / Медведь
- 1989 — Какой звук издаёт комар? — Лев
- 1989 — Упущенная галактика — читает текст от автора / лесник Акимыч
- 1989 — Данило и Ненила — читает текст от автора
- 1990 — Золотая шпага — шут
- 1993 — Чуффык — охотник
- 1996 — Короли и капуста — Блайт
- 1997 — Ночь перед Рождеством — Чуб
- 1999 — История кота со всеми вытекающими последствиями — все роли
- 2004 — Жадная мельничиха (из сериала «Гора самоцветов») — читает текст от автора
- 2005 — Князь Владимир — Боян
- 2005 — Первая охота — читает текст от автора
- 2006 — Солдат и Смерть (из сериала «Гора самоцветов») — читает текст от автора
- 2010 — Весна в Простоквашино — Шарик
- 2012 — Волк и два барана — волк
- 2012 — Добрый хозяин

### Озвучивание компьютерных игр
- 2004 — Аладдин: Волшебные шахматы — Рассказчик[34][35]
- 2008 — Xenus 2: Белое золото — Седой Хуатиньо[36]

### ТВ
- «Русский проект», ролики «Продолжение следует» и «Время собирать камни» социальной рекламы телеканала ОРТ (1996 год) — алкоголик-эстет с радиоприёмником.
- «Пожар в джунглях» (НТВ, 2008) — старик, недовольный новогодней телеперадачей и швырвнувший на пол елку.
- «Форт Боярд», 1-й выпуск (от 16 февраля 2013 года), 4-й выпуск (от 17 марта 2013 года) — был капитаном команды «Актёры без дублёров».
- «Большие гонки», 10-й выпуск (от 16 ноября 2014 года) — был капитаном команды «Весёлый ветер», вместе с Тамарой Москвиной.

### Клипы
- 2002 — Дмитрий Гордон и Наталия Могилевская. Видеоклип к песне «Зима» («Плюшевый мишка»); режиссёр Максим Паперник, слова и музыка — Александр Розенбаум[37][38]
- 2011 — Алексей Савченко. Клип к песне «Жизнь — игра» — Создатель[39]

### Участие в документальных фильмах
- 1986 — Кино нашего детства
- 1992 — Дворы нашего детства
- 1998 — Новейшая история. Семнадцать мгновений весны 25 лет спустя
- 1999 — Живой Пушкин — читает документальные свидетельства
- 1999 — Иван Лапиков (из цикла телепрограмм канала ОРТ «Чтобы помнили»)
- 2001 — Клоун
- 2002 — Юрий Катин-Ярцев (из цикла телепрограмм канала ОРТ «Чтобы помнили»)
- 2004 — Его знали только в лицо. Трагедия комика
- 2004 — Леонид Харитонов. Солнечный мальчик (из авторского цикла С. Урсуляка о героях советского кино Пёстрая лента)
- 2006 — Драма Ивана Бровкина[40]
- 2006 — Советская власть (мини-сериал) — ведущий
- 2006 — Парвус революции — рассказчик
- 2007 — Мужское обаяние Олега Ефремова
- 2007 — Андрей Миронов. Обыкновенное чудо
- 2008 — Алексей Баталов. Дорогой наш человек
- 2008 — В гости к Вячеславу Тихонову
- 2008 — Юрий Никулин. О грустном и смешном
- 2008 — Георгий Бурков. Гамлет советского кино
- 2009 — Звёздная роль Владимира Ивашова
- 2010 — Ростислав Плятт (из документального цикла о мастерах отечественного кино на телеканале «Время»)
- 2010 — Лев Дуров. Я всегда напеваю, когда хочется выть
- 2012 — Евгений Герасимов. Привычка быть героем
- 2013 — Александр Збруев. Небольшая перемена
- 2013 — Леонид Харитонов. Падение звезды
- 2014 — Владислав Дворжецкий. Роковое везение
- 2014 — Донатас Банионис. Я остался совсем один[41]

### Архивные кадры
- 2005 — Анатолий Эфрос (из документального цикла «Острова»)

### Литературные сочинения
- 1999 — «Грешные записки»
- 2001 — «Странные мы люди». — Эксмо-Пресс, 2001. — 320 с.[42],
- 2008 — «Байки из Закулисья». — Зебра Е, 2008. — 224 с. — ISBN 978-5-94663-639-1. (в серии «Актёрская книга»)[43],
- 2008 — «Байки на бис» (в серии «Актёрская книга»)[источник не указан 742 дня].